# どんまい!! VARIETYSHOW&SPORTS
『どんまい!! VARIETYSHOW & SPORTS』（どんまい バラエティショー アンド スポーツ）は、1994年4月4日から1997年9月25日まで日本テレビ系全国ネットで編成された深夜番組放送枠。

## 概要
前番組『EXテレビ』に替わってスタートした平日深夜の帯枠で、個別のスポーツニュース・ワイドショー・バラエティ番組を複合放送する枠として設立された。
この枠の制作コンセプトは「テレビで読むスポーツ紙」で、直前の時間帯に放送されていた『NNNきょうの出来事』が新聞で言うところの「一般紙」であるのに対し、この『どんまい!!』は「スポーツ紙」としての存在を確立していた。枠前半のスポーツニュースコーナーの製作は日本テレビが専属で担当。対して枠後半のワイドショー・バラエティコーナーは、『EXテレビ』やそれ以前の『11PM』と同様に月曜日・水曜日・金曜日の製作を日本テレビが担当し、火曜日・木曜日の製作を読売テレビが担当するという体制を取っていた。
また、前番組『EXテレビ』をネットせずに別番組を放送していた秋田放送・北日本放送、フジテレビの『プロ野球ニュース』を時差ネットしていた四国放送・高知放送・テレビ宮崎は日本テレビとの同時ネットへと移行した他、テレビ大分は本番組開始と共に金曜版の放送を再開した。これは、この枠の開始とほぼ同時に『プロ野球ニュース』が『ニュースJAPAN』内の1コーナー（2000年3月まで、それ以降は体裁上は単独番組）になり、FNN加盟局以外でのネットが事実上不可能になったためである。なお、ネットしていなかった系列局はいずれも『11PM』時代にオイルショックの影響や内容の過激さに嫌悪感を示しネットを打ち切り『プロ野球ニュース』に移行した経緯があるため、事実上ネット再開となる。

### どんまい!!スポーツ&ワイド
枠設立から1年間は『どんまい!!スポーツ&ワイド』という枠名を冠していた。設立当初は前半は日本テレビのスタジオからスポーツニュース、後半は引き続き東京の日本テレビのスタジオからワイドショー（月曜日・水曜日・金曜日）および大阪の読売テレビのスタジオからワイドショーの要素を入れた日替わりのバラエティ番組（火曜日・木曜日）の複合枠だった。火曜日・木曜日の後半には東京のスポーツニュースの出演者は登場しなかった。
オープニングの映像はスポーツで失敗する（マラソンで転ぶ→野球で空振りする→サッカーでシュートミスしてカズダンスを決める）3DCGの骸骨人間に高尾憲司（陸上、当時：旭化成陸上部）、長嶋茂雄（野球、当時：読売ジャイアンツ監督）、原田雅彦（スキージャンプ）、細川護熙（首相、退陣後は泉ピン子に差し替え）、中山雅史（サッカー、当時：ジュビロ磐田）が「どんまい!」と励ますというものだった。
いざスタートするとワイドショーコーナーが不振だったため、1994年10月の改編を機にリニューアルし、『11PM』から通算29年間続いたワイドショーはこれをもって完全撤退した。以後は全日でスポーツニュースと日替わりのバラエティ番組を放送するようになったが、ワイドショー時代の名残で後半も引き続き生放送となっていた。後半にスポーツニュースパートのキャスターは完全に登場しなくなったためここで事実上コンプレックス枠に鞍替えとなる。
同時期に『ロバの耳そうじ』をスタートさせたことで、かつての『11PM』や『EXテレビ』のようなお色気ネタが復活した。なお、このリニューアルを機にタイトルロゴが変更された。

### どんまい!!
それから半年後の1995年4月に同枠は再びリニューアル。枠名が『どんまい!!』に変更され、タイトルロゴも3代目のものに変更された。同タイトルへの改題以後は金曜日のバラエティコーナー担当として中京テレビも番組製作に参入するようになり、金曜のバラエティコーナーは名古屋の中京テレビのスタジオから生放送される事になった。

### TVじゃん!!
さらにその半年後の1995年10月に同枠は再びリニューアルし、枠名を『TVじゃん!!』（テレビじゃん、英文タイトルはTV JUNK!!）に変更。以来、月曜日・火曜日・水曜日のバラエティコーナーは読売テレビが、木曜日のバラエティコーナーは日本テレビが、金曜日のバラエティコーナーは中京テレビが担当するようになった。これ以降前半のスポーツニュースはマイスタジオからの生放送となり、後半は火曜日以外は全て事前収録となる。しかし、1996年3月をもって金曜が廃止されてスポーツニュースとワイドショー要素を復活させた『WIN』に移行。本番組は月曜日から木曜日までの週4日編成へと移行。その関係から、中京テレビの担当は木曜のバラエティコーナーへと移行し、日本テレビは枠前半のスポーツニュースコーナーのみを担当するようになった。
1997年9月をもって同枠は解体。同枠が売りにしていた「テレビで読むスポーツ紙」のコンセプトは後継枠へは引き継がれず、スポーツニュースコーナーは『スポーツMAX』として、バラエティコーナーは『ZZZ』として棲み分ける形になった。

## 編成時間

### どんまい!!スポーツ&ワイド
- 月曜 - 木曜 23:25 - 24:40、金曜 23:55 - 25:10（1994年4月4日 - 1995年3月31日） - 金曜日は『ウンナン世界征服宣言』編成の為30分繰り下げ。

### どんまい!!
- 月曜 - 木曜 23:25 - 24:45、金曜 23:55 - 25:15 （1995年4月3日 - 1995年9月29日）

### TVじゃん!!
- 月曜 - 木曜 23:25 - 24:45、金曜 23:55 - 25:15 （1995年10月2日 - 10月27日）
- 月曜 - 水曜 23:25 - 24:45、木曜 - 金曜 23:55 - 25:15 （1995年10月30日 - 1996年3月29日） - 『鉄腕!DASH!!』の放送開始に伴い、以後は木曜日も30分繰り下げ。
- 月曜 - 水曜 23:25 - 24:45、木曜 23:55 - 25:15 （1996年4月1日 - 1997年9月25日） - 『WIN』の放送開始に伴い、金曜日を廃止。以後は週4日編成となる。

### 放送時間の変遷
| 放送期間   | 放送期間   | 放送時間（JST）           | 放送時間（JST）       | 放送時間（JST）       | 放送時間（JST）       |
| 放送期間   | 放送期間   | 総称                      | 月曜 - 水曜           | 木曜                  | 金曜                  |
| ---------- | ---------- | ------------------------- | --------------------- | --------------------- | --------------------- |
| 1994.4.4   | 1995.3.31  | どんまい!!スポーツ&ワイド | 23:25 - 24:40（75分） | 23:25 - 24:40（75分） | 23:55 - 25:10（75分） |
| 1995.4.3   | 1995.9.29  | どんまい!!                | 23:25 - 24:45（80分） | 23:25 - 24:45（80分） | 23:55 - 25:15（80分） |
| 1995.10.2  | 1995.10.27 | TVじゃん!!                | 23:25 - 24:45（80分） | 23:25 - 24:45（80分） | 23:55 - 25:15（80分） |
| 1995.10.30 | 1996.3.29  | TVじゃん!!                | 23:25 - 24:45（80分） | 23:55 - 25:15（80分） | 23:55 - 25:15（80分） |
| 1996.4.1   | 1997.9.25  | TVじゃん!!                | 23:25 - 24:45（80分） | 23:55 - 25:15（80分） | （廃枠）              |

## スポーツニュースコーナー
枠前半で放送されていたスポーツニュースコーナー「どんまい!!スポーツ」について記述する。

### 出演者
- 関谷亜矢子（当時日本テレビアナウンサー） - 枠後半の「どんまい!!ワイド」（月曜日・水曜日・金曜日）の司会も兼任。
- 若林健治（当時日本テレビアナウンサー） - 枠後半の「どんまい!!ワイド」（月曜日・水曜日・金曜日）の司会も兼任。1994年9月まで出演。
- 伊津野亮 - 全期間にわたってナレーターを担当し、1994年10月から1995年3月まではこのコーナーの司会も兼任していた。後継のスポーツニュース番組でも2006年9月までナレーターを担当し続け、その期間は実に12年半にもわたる。
- 入江英毅（当時報知新聞社記者）-枠後半の「どんまい!!ワイド」（月曜日・水曜日・金曜日）の終盤で翌日（当日）のスポーツ報知の紙面（早版）を紹介。CMをまたいでクイズ形式で、注目記事を紹介したり、1面の内容を紹介した。

### スタッフ
- 演出：黒木まゆみ、三村久弥
- プロデューサー：柴田哲志

## バラエティコーナー
枠後半で放送されていたバラエティ番組群と、最初期にこの時間帯で放送されていたワイドショーコーナー「どんまい!!ワイド」について記述する。
| 期間      | 期間      | 月曜                                | 火曜                                             | 水曜                                          | 木曜                                  | 金曜                                |
| --------- | --------- | ----------------------------------- | ------------------------------------------------ | --------------------------------------------- | ------------------------------------- | ----------------------------------- |
| 1994.4.4  | 1994.9.30 | どんまい!!ワイド （日本テレビ制作） | 紳助のサルでも わかるニュース （読売テレビ制作） | どんまい!!ワイド （日本テレビ制作）           | 炸裂! 生テレフォン （読売テレビ制作） | どんまい!!ワイド （日本テレビ制作） |
| 1994.10.3 | 1995.3.31 | ロバの耳そうじ （日本テレビ制作）   | 紳助のサルでも わかるニュース （読売テレビ制作） | am・pon （日本テレビ制作）                    | YAMASHIRO桃源郷 （読売テレビ制作）    | NEO NEWSY NITE （日本テレビ制作）   |
| 1995.4.3  | 1995.9.29 | ロバの耳そうじ （日本テレビ制作）   | 紳助のサルでも わかるニュース （読売テレビ制作） | みんなでがんばっていこう!! （日本テレビ制作） | YAMASHIRO桃源郷 （読売テレビ制作）    | 小園総研 （中京テレビ制作）         |
| 1995.10.2 | 1996.3.29 | 目玉とメガネ （読売テレビ制作）     | 紳助のサルでも わかるニュース （読売テレビ制作） | BLT （読売テレビ制作）                        | ロバの耳そうじ （日本テレビ制作）     | 小園総研 （中京テレビ制作）         |
| 1996.4.1  | 1996.9.26 | 目玉とメガネ （読売テレビ制作）     | 紳助のサルでも わかるニュース （読売テレビ制作） | BLT （読売テレビ制作）                        | ここにシャチあり! （中京テレビ制作）  | （WIN）                             |
| 1996.9.30 | 1996.10.3 | 目玉とメガネ （読売テレビ制作）     | 紳助のサルでも わかるニュース （読売テレビ制作） | BLT （読売テレビ制作）                        | 神様!!BOMB! （中京テレビ制作）        | （WIN）                             |
| 1996.10.7 | 1997.9.25 | BREAK （読売テレビ制作）            | 紳助のサルでも わかるニュース （読売テレビ制作） | BLT （読売テレビ制作）                        | 神様!!BOMB! （中京テレビ制作）        | （WIN）                             |

### どんまい!!スポーツ&ワイド

#### 1994年4月 - 1994年9月
- 月曜 どんまい!!ワイド（日本テレビ制作） - 司会：関谷亜矢子、若林健治、コメンテーター：梨元勝 ※芸能ニュースを主に担当。
- 火曜 紳助のサルでもわかるニュース（読売テレビ制作） - 司会：島田紳助
- 水曜 どんまい!!ワイド（日本テレビ制作）
- 木曜 炸裂! 生テレフォン（読売テレビ制作） - 司会：やしきたかじん、山口美江
- 金曜 どんまい!!ワイド（日本テレビ制作）

#### 1994年10月 - 1995年3月
- 月曜 ロバの耳そうじ（日本テレビ制作） - 司会：大竹まこと、恵俊彰、岡本夏生
- 火曜 紳助のサルでもわかるニュース（読売テレビ制作）
- 水曜 am・pon（日本テレビ制作） - 司会：美輪明宏、櫻井淳子
- 木曜 YAMASHIRO桃源郷（読売テレビ制作） - 司会：山城新伍、レギュラーゲスト：桂ざこば、西川のりお
- 金曜 NEO NEWSY NITE（日本テレビ制作） - 司会：ブラザートム、久本雅美、梨花

### どんまい!!

#### 1995年4月 - 1995年9月
- 月曜 ロバの耳そうじ（日本テレビ制作）
- 火曜 紳助のサルでもわかるニュース（読売テレビ制作）
- 水曜 みんなでがんばっていこう!!（日本テレビ制作） - 上記『NEO NEWSY NITE』の枠移動後のタイトル。司会：ブラザートム、久本雅美
- 木曜 YAMASHIRO桃源郷（読売テレビ制作）
- 金曜 小園総研（中京テレビ制作） - 司会：ヒロミ、高橋里華、レギュラー：キャイ〜ン、バカルディ

### TVじゃん!!

#### 1995年10月 - 1996年3月
- 月曜 目玉とメガネ（読売テレビ制作） - 1994年10月に関西ローカルでスタートし、後に日本テレビなどで番販ネットされるようになった番組が同枠放送番組に昇格。司会：西川きよし、桂文珍
- 火曜 紳助のサルでもわかるニュース（読売テレビ制作）
- 水曜 BLT（読売テレビ制作） - 司会：島田紳助（1996年9月まで）、大竹まこと
- 木曜 ロバの耳そうじ（日本テレビ制作） - 司会：峰竜太、恵俊彰、岡本夏生
- 金曜 小園総研（中京テレビ制作）

#### 1996年4月 - 1996年9月
- 月曜 目玉とメガネ（読売テレビ制作）
- 火曜 紳助のサルでもわかるニュース（読売テレビ制作）
- 水曜 BLT（読売テレビ制作） - 大竹まことは交通事故による活動自粛で一時降板。
- 木曜 ここにシャチあり!（中京テレビ制作） - 司会：大竹まこと（活動自粛のまま降板）、ピエール瀧（大竹降板後）、宮前真樹

#### 1996年10月 - 1997年9月
- 月曜 BREAK（読売テレビ制作） - 司会：清水圭・和泉修、中元綾子（当時読売テレビアナウンサー、1997年3月まで）、青田典子（1997年4月以降）
- 火曜 紳助のサルでもわかるニュース（読売テレビ制作）
- 水曜 BLT（読売テレビ制作） - 司会：大竹まこと、東野幸治、板尾創路
- 木曜 神様!!BOMB!（中京テレビ制作） - 司会：ヒロミ

## 巨人戦・酔っ払いの主張
『どんまい!!スポーツ&ワイド』当時の1994年に行われた名物企画。JR新橋駅西口の「SL広場」にテレビを設置して巨人戦中継を放送し、試合終了後に演台を設けてファンからコメントを募るというものだった。酔いに任せたファンの自由奔放な発言やパフォーマンスが人気を博し、多くのサラリーマンがビール片手に集まるようになった。近所の酒店にはこれを目当てに買い出しに訪れるサラリーマンが増え、売り上げが上がったとか。
この年のセリーグは同率首位で並んだ巨人と中日が最後の直接対戦で優勝を争った、いわゆる「10.8決戦」となり、1200人を超えるファンが集結。優勝の瞬間は感極まったファンが次々と噴水に飛び込み、大変な騒ぎとなった。ちなみに、番組に出演した周富徳が「優勝したら新橋でチャーハンを振舞う」と予告していたが、衛生面での問題もあって実際には行われなかった。
この企画で収録されたビデオテープは350本、演台で熱い思いを語ったサラリーマンは6000人にも及び、数々の名言を生んだ。なお、この総集編は『なんだろう!?大情報!』で放送されている。